# Isabel de Pomés
Isabel de Pomés Hahn (Barcelona, 10 d'abril de 1924 - 31 de maig de 2007) fou una actriu catalana molt popular al cinema espanyol dels anys quaranta per les pel·lícules Huella de luz (1942), de Rafael Gil, La torre de los siete jorobados (1944), d'Edgar Neville, i Botón de ancla (1948), de Ramón Torrado, que va protagonitzar juntament amb l'actor Antonio Casal.
Era filla del dibuixant, actor i director de cine Fèlix de Pomés i Soler i Margot Hahn. Va començar a fer d'actriu treballant en el teatre des de joveneta. Es va iniciar en el món cinematogràfic com a ajudant en l'àrea de muntatge, i debutà com a actriu cinematogràfica als setze anys, fins a participar en una cinquantena de films. Deixà la seva empremta en algunes pel·lícules de gran èxit comercial, interpretant la mare de Marcelino, pan y vino (Ladislao Vajda, 1956) o l'esposa de Ramón y Cajal a Salto a la gloria (León Klimovsky, 1959).
Interpretà també papers dramàtics, fent eun paer d'una dona fatal en la pel·lícula La sirena negra (Carlos Serrano de Osma, 1947) i en la molt valorada actualment Vida en sombras (Llorenç Llobet-Gràcia, 1948).
També treballà al costat del seu pare en diverses ocasions: Vidas cruzadas (1942), La torre de los siete jorobados, El centauro (1948) i El correo del rey (1951). I en els dos films dirigits per Fèlix de Pomés: Pilar Guerra i La madre guapa, ambdós de 1941.
Fou qualificada com una "bellesa suau" pel seu físic delicat i serè, capaç de transmetre, però, multitud de registres dramàtics. S'allunyà de les pantalles amb 36 anys.

## Filmografia
- El puente de la ilusión (1965)
- Historia de una noche (1963)
- El secreto de los hombres azules (1961)
- Ama Rosa (1960)
- Las dos y media y... veneno (1959)
- Salto a la gloria (1959)
- La noche y el alba (1958)
- Tal vez mañana (1958)
- Amanecer en Puerta oscura (1957) (Rosario)
- Un ángel paso por brooklyn (1957) (Paolina)
- Los ojos en las manos (1956)
- No estamos solos (1956)
- Thunderstorm (1956) (Sra.Alvarez)
- Nunca es demasiado tarde (1956) (Carmen)
- Marcelino pan y vino (1954) (mare de Manuel)
- Viento del norte (1954)
- El alcalde de Zalamea (1953) (Isabel)
- Luna de sangre (1952)
- Ley del mar (1952)
- El correo del Rey (1951) (Celia de Turon)
- Aquellas palabras (1949)
- Vida en sombras (1948) (Clara)
- Encrucijada (1948)
- Póker de ases (1948)
- La casa de las sonrisas (1948)
- El centauro (1948)
- Botón de ancla (1947)[2] (Maria Rosa)
- La sirena negra (1947)
- Canción de medianoche (1947)
- La muralla feliz (1947)
- Luis Candelas, el ladrón de Madrid (1947)
- La torre de los siete jorobados (1944) d'Edgar Neville (Inés)
- La noche del martes (1944)
- Te quiero para mí (1944) (Lili Ros)
- El abanderado (1943)
- Huella de luz (1943) (Lelly Medina)
- Noche fantástica (1943)
- Mi vida en tus manos (1943)
- Vidas cruzadas (1942)
- Siempre mujeres (1942)
- La culpa del otro (1942) (María del Carmen)
- La madre guapa (1941)
- Los Millones de Polichinela (1941)